# Aliwal North
Aliwal North (afrikaans: Aliwal-Noord) ist eine Stadt in der südafrikanischen Provinz Ostkap. Sie liegt an der Grenze zur Provinz Freistaat. Der Fluss Oranje bildet hier die Grenze zwischen beiden Provinzen. 2011 hatte die Stadt 35.153 Einwohner.
Die Stadt wurde am 12. Mai 1849 gegründet und ist nach der Schlacht von Aliwal benannt, in der Harry Smith im Ersten Sikh-Krieg die Sikhs schlug.

## Wirtschaft und Bevölkerungssituation
Aliwal North lebt hauptsächlich von Landwirtschaft, Rinderviehzucht sowie vom Tourismus. In der Stadt und im Umland werden Wolle, Mais und Weizen angebaut.

In der Umgebung der Stadt gewinnt man Sandstein in Brüchen. Hauptsächlich handelt es sich um einen hellgrauen und feinkörnigen Sandstein der Beaufort-Gruppe (Tarkastad-Untergruppe). Er ist ein gefragtes Baumaterial für die Region und darüber hinaus. In der Stadt prägte das Gestein die Architektur alter Bürgerhäuser und der römisch-katholischen Kathedrale.
Der Tourismus erlebte in den Jahren nach der Aufhebung der Apartheid einen Niedergang. Viele Hotels stehen leer. Die Besuche der populären heißen Mineralquellen bei Aliwal North stagnieren auf niedrigem Niveau. Die Einführung von Mindestlöhnen in Südafrika führte auch in Aliwal North zu einer massenhaften Entlassung von Landarbeitern und deren Abwanderung in städtische Gebiete.
Die kommunale Organisation von Aliwal North ist eine Folge der Apartheid. Der bevölkerungsstärkste Teil, die von Schwarzen bewohnte Township Dukathole von Aliwal North, wurde eine eigenständige Stadt. Hier lebte und lebt ein Vielfaches der Bevölkerung von Aliwal North. Weiterhin ist der Stadtteil Hilton zu erwähnen.
Aliwal North ist Sitz des römisch-katholischen Bistums Aliwal.

## Verkehr

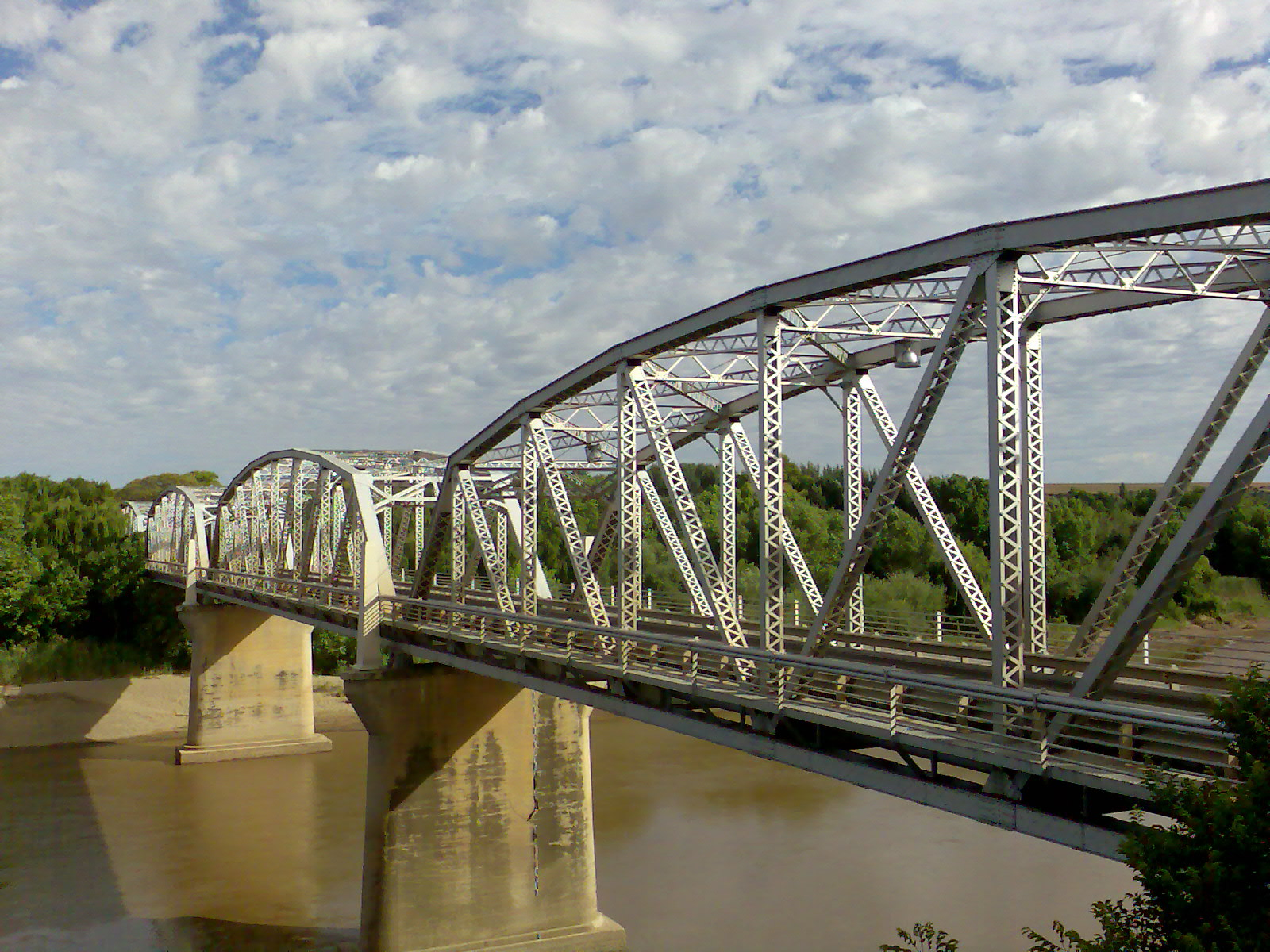
General Hertzog Bridge (Nationalstraße N 6)

Aliwal North liegt an der Bahnstrecke (Burgersdorp –) Dreunberg – Aliwal North – Zastron – Sannaspos (– Bloemfontein). Von hier zweigte auch die 2001 stillgelegte Nebenbahn nach Barkly East ab. Auch zwischen Dreunberg und Sannaspos findet gegenwärtig kein Zugverkehr statt, so dass auch Aliwal North derzeit nicht von Zügen angefahren wird. Es gibt einen kleinen Flughafen für nationale Flüge. Die Stadt liegt an der Nationalstraße N6, die ebenfalls East London mit Bloemfontein verbindet. Sie wird von der R58 gekreuzt.

## Galerie Township Dukathole

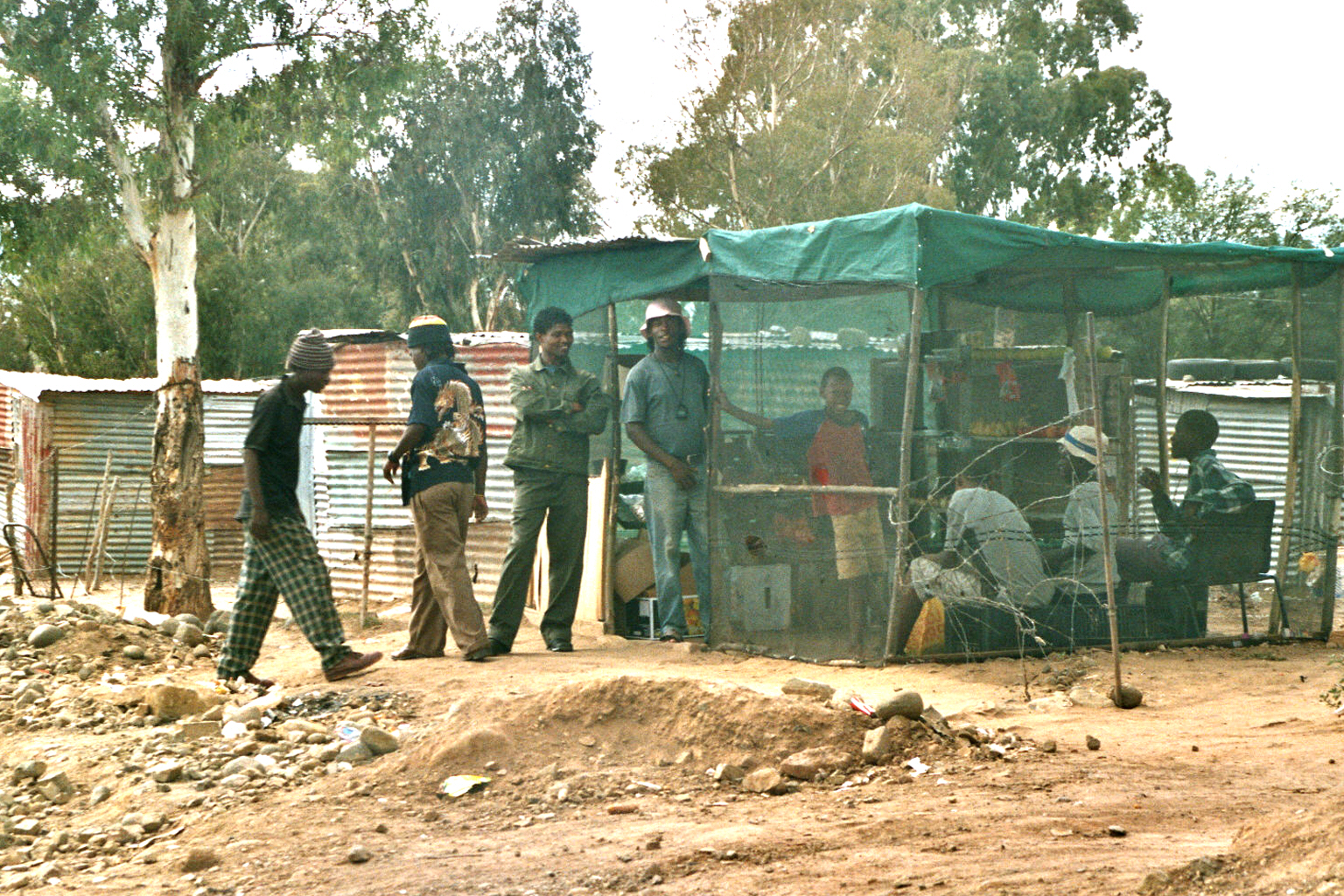
Verkaufsladen in Dukathole
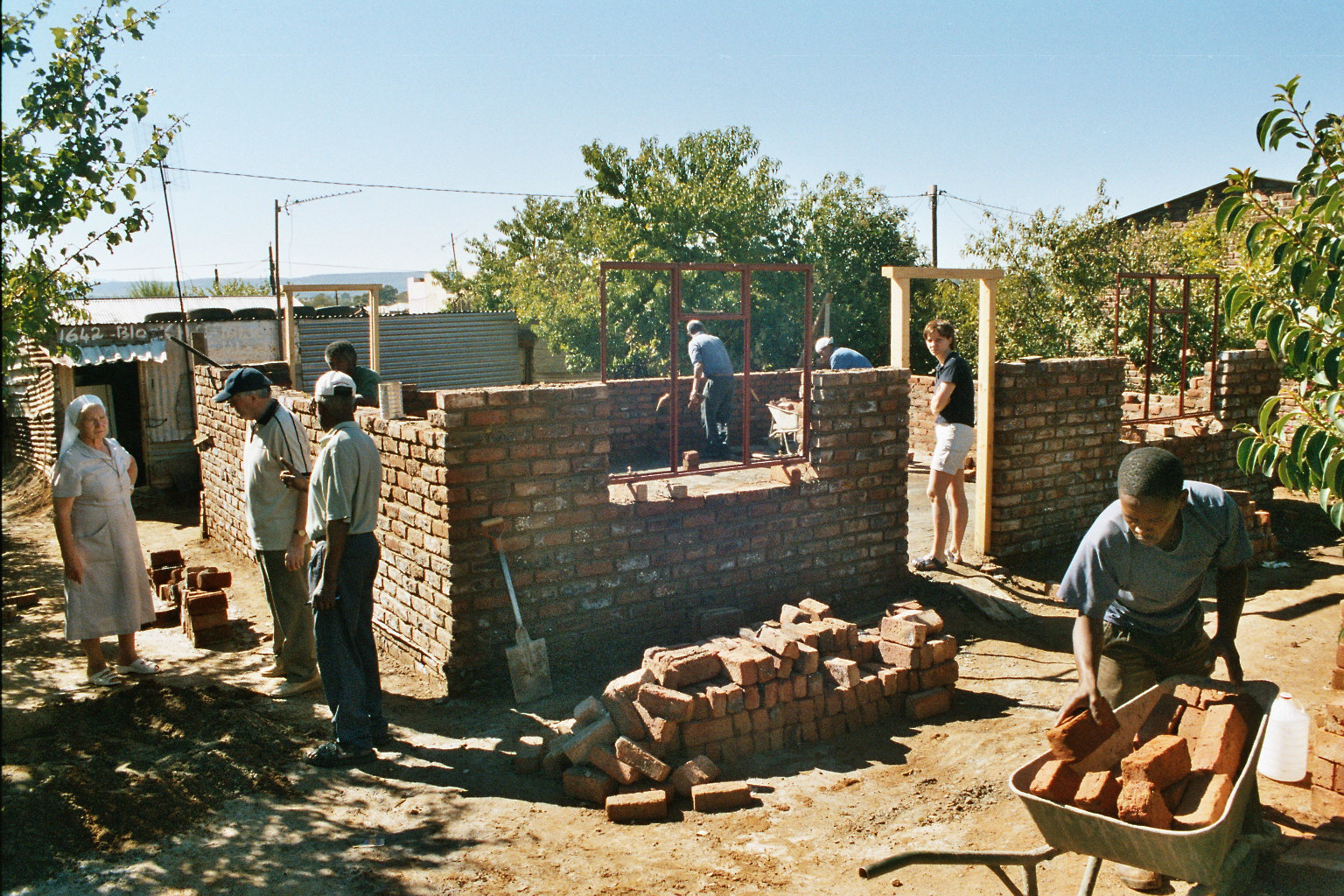
Hausbau in Dukathole im Rahmen eines von den Schwestern vom Heiligen Kreuz initiierten Projektes; Gruppen von jeweils zehn Beteiligten erstellen in Selbsthilfe ein Haus.
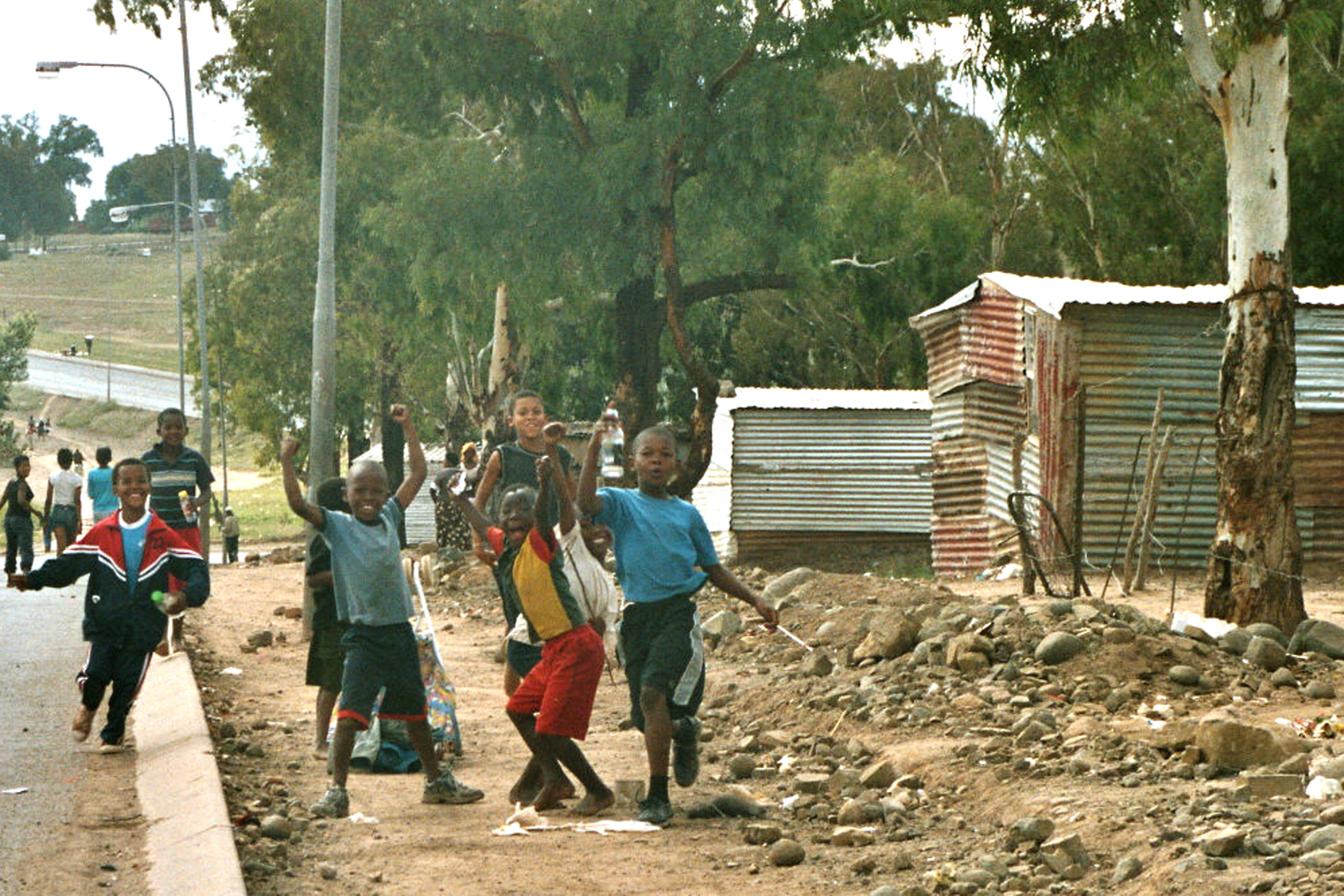
Straßenszene in Dukathole
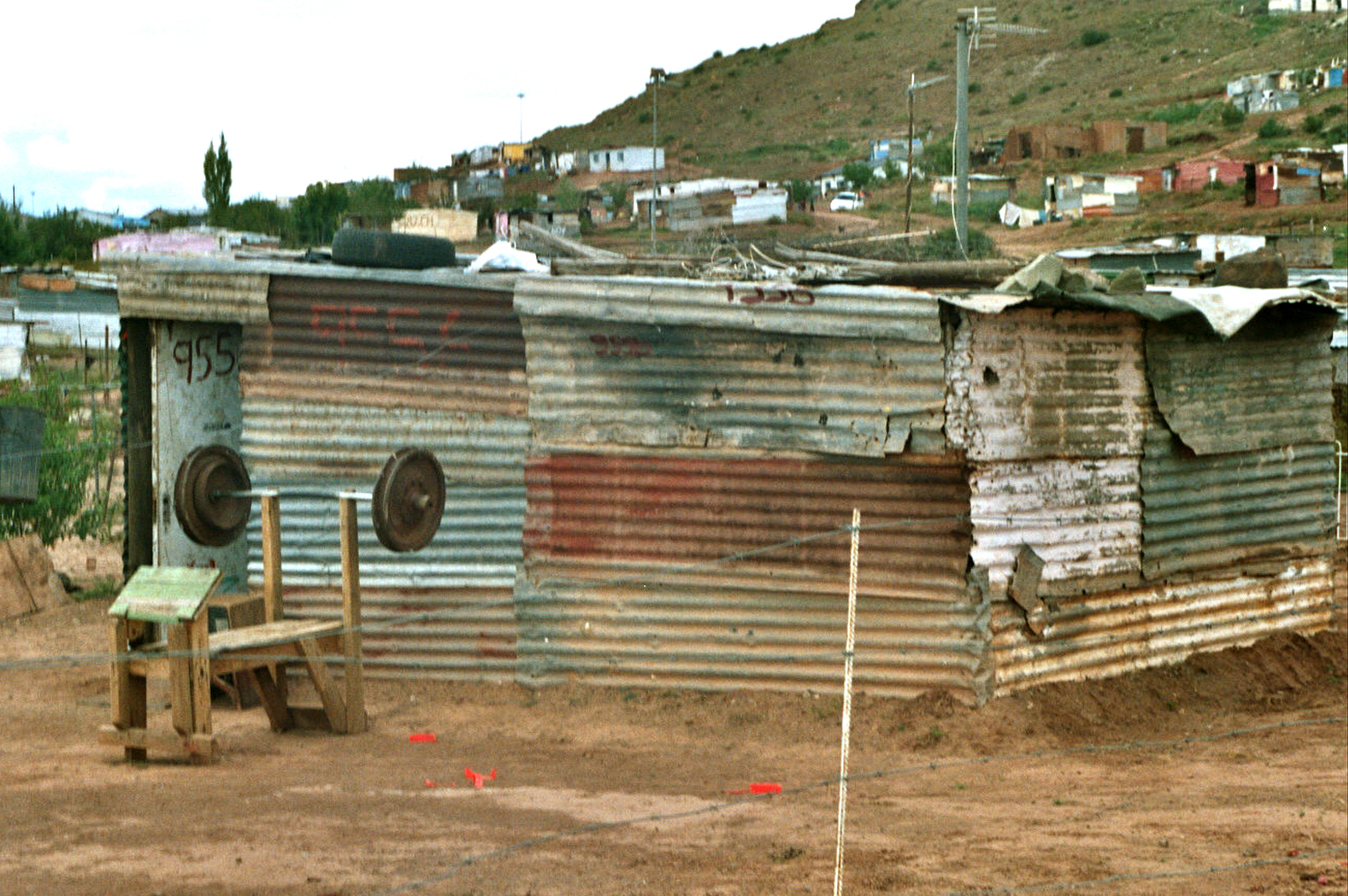
Eine größere Wellblechhütte in Dukathole. Im Vordergrund ist ein Fitnessgerät zu sehen.
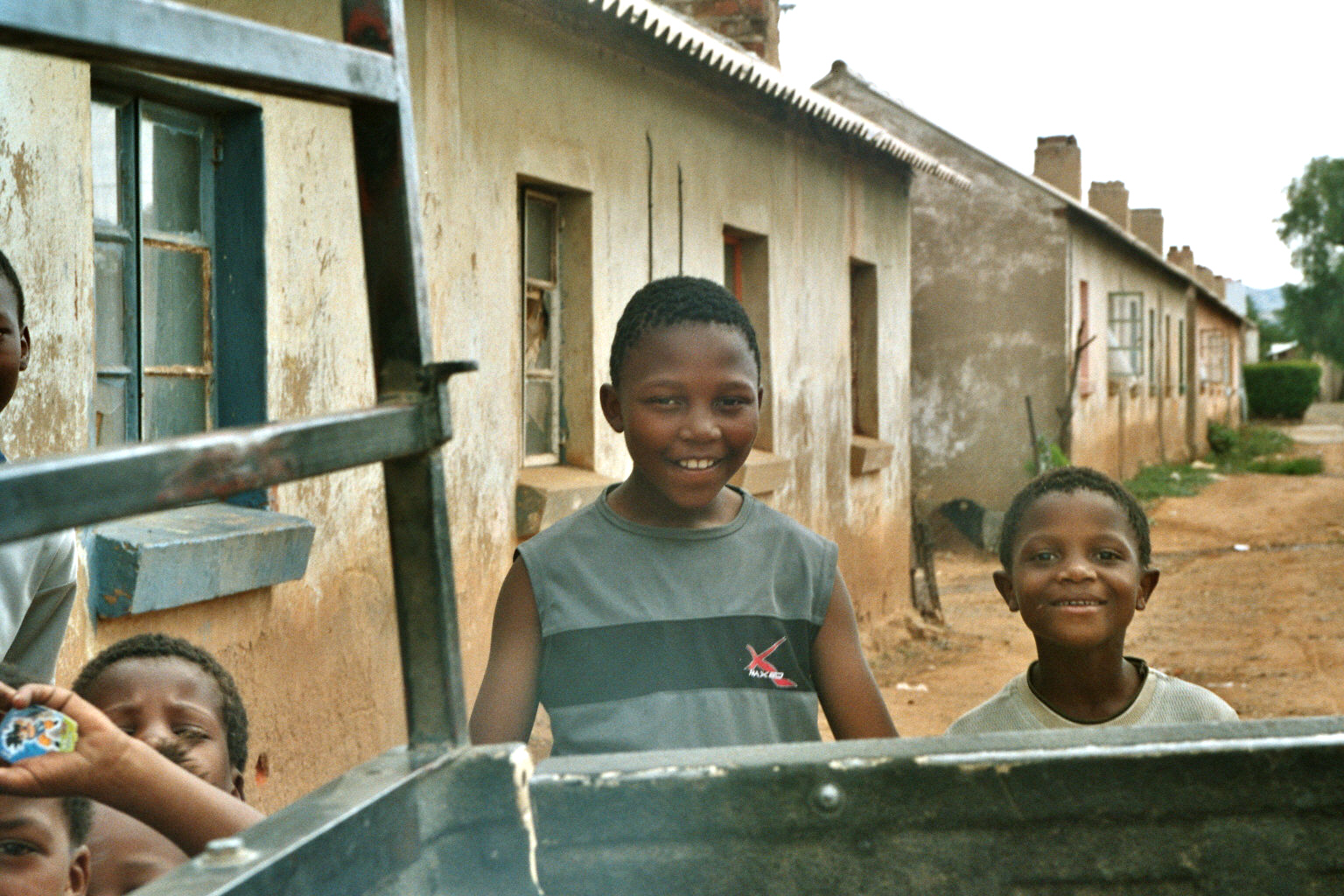
Ältere Reihenhäuser in Dukathole
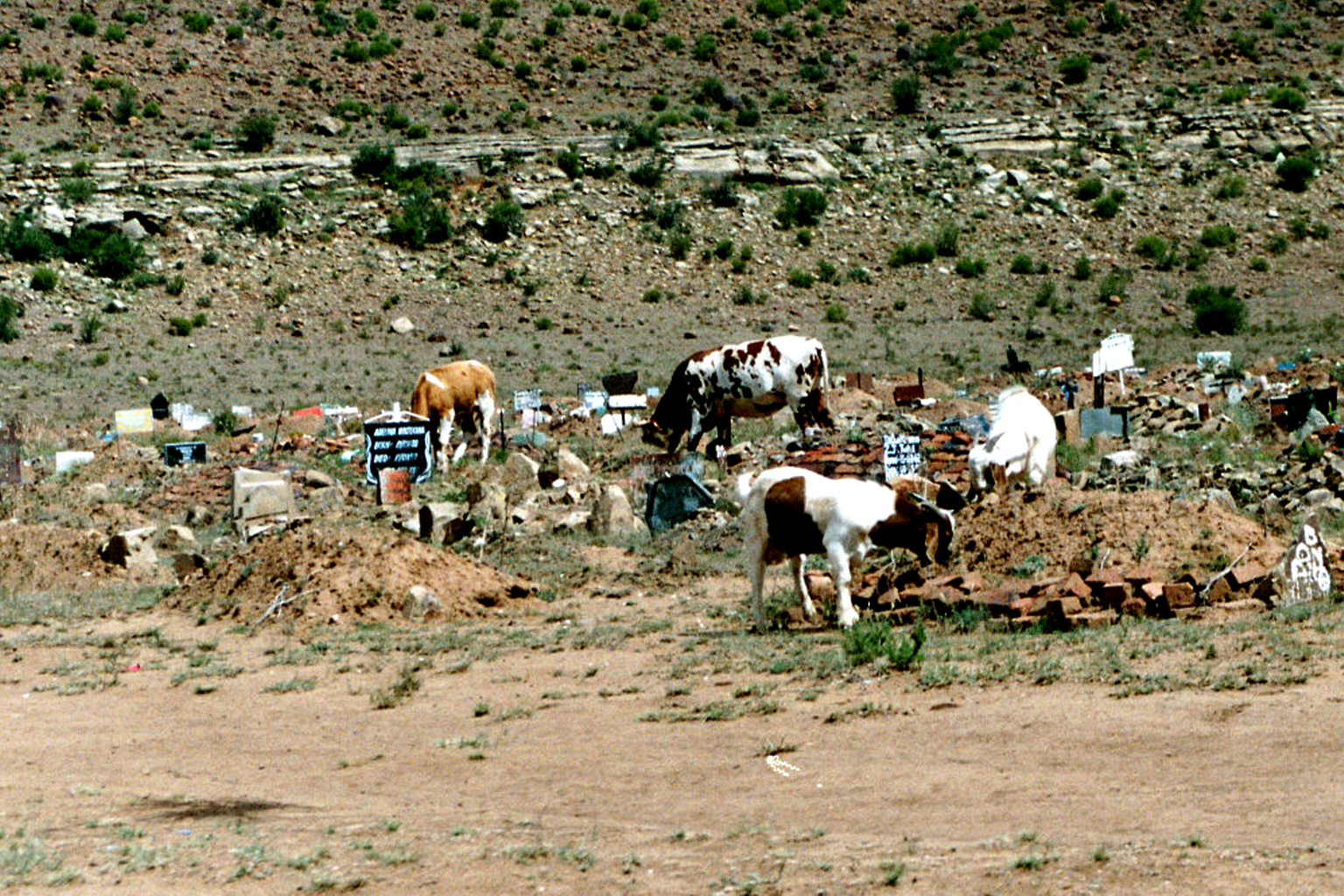
Friedhof am Rande von Dukathole

## Sehenswürdigkeiten
- Aliwal North Museum
- Buffelspruit Nature Reserve
- Garden of Remembrance

## Söhne und Töchter der Stadt
- Bennie Osler (1901–1962), Springbok Rugbyspieler
- Anriette Schoeman (* 1977), Radrennfahrerin
- François Steyn (* 1987), Springbok Rugbyspieler